# Ý chí nam nhi
Ý chí nam nhi (tiếng Hàn: 깡철이; Romaja: Ggangcheoli) là một bộ phim điện ảnh Hàn Quốc năm 2013 do Ahn Gwon-tae làm đạo diễn, vai chính được đảm nhận bơi Yoo Ah-in.
Trong phim Tough As Iron, Gang Chul, một chàng trai quê Busan phải vật lộn để kiếm sống và thường xuyên trong tình trạng thất nghiệp. Về sau, để kiếm đủ tiền chữa bệnh Alzheimer cho mẹ mình (Kim Hae Sook), Gang Chul đã tham gia vào một băng đảng và nhận nhiệm vụ ám sát một ông trùm. Chỉ đến khi tình cờ gặp Soo Ji (Jung Yu Mi) và nhận được sự an ủi từ cô gái trẻ, Gang Chul mới nhận ra con đường thực sự mà mình cần lựa chọn (giới thiệu của HDonline).

## Nội dung
Gang Cheol (có nghĩa là "sắt" bằng tiếng Hàn) từng là một gangster đường phố huyền thoại ở Busan, nhưng anh từ bỏ nắm đấm vì mẹ Soon-i, người bị sa sút trí tuệ. Mọi thứ đang diễn ra tốt đẹp cho anh; giờ đây anh làm việc tại một bến xếp dỡ và theo đuổi một cô gái tên Soo-ji, từ Seoul đi nghỉ mát ở thành phố cảng. Nhưng Soon-i được chẩn đoán là bị suy thận và cần phải cấy ghép nội tạng phí phẫu thuật rất cao. Biết rằng Cheol rất tuyệt vọng, thủ lĩnh băng đảng địa phương Sang-gon đề nghị Cheol làm việc cho anh ta và anh trai Hwi-gon. Lúc đầu, Cheol từ chối, nhưng khi người bạn tốt nhất của mình là Jong-soo đã cầm nhà của Gang-choel cho Sang-gon làm tài sản thế chấp cho khoản vay tư nhân, anh không còn lựa chọn nào khác ngoài việc trở lại thế giới ngầm Busan. Cheol được lệnh giết chết một ông trùm Yakuza Nhật Bản trong chuyến đi đến Hàn, cái chết của họ sẽ đẩy lên sự thăng tiến của Sang-gon trong nhánh Hàn Quốc của tổ chức.

## Diễn viên
- Yoo Ah-in vai Gang Cheol
- Kim Hae-sook vai Kim Soon-i
- Kim Jung-tae vai Sang-gon
- Kim Sung-oh vai Hwi-gon
- Jung Yu-mi vai Jo Soo-ji
- Lee Si-eon vai Jong-soo
- Shin Jung-geun vai Yagami
- Bae Seul-ki vai Go Jae-sook
- Jang Tae-sung vai Lee Byeong-hee
- Kim Byeong-seo vai Poloti
- Kim Seo-kyeong vai Chyurining
- Choi Young-sung vai Adidvai
- Won Mi-yeon vai Kim Bok-shim's wife
- Song Young-chang vai Hwan-gyu
- Kim Hyun-sook vai người chơi Organ
- Go In-beom vai cảnh sát trưởng
- Lee Jeong-heon vai giám đốc bệnh viện

## Ra mắt
Ra rạp ngày 02/10/2013. Thu về 7.889.145 US$ và 1,209,363 khán giả.
Cũng được trình chiếu ở Mỹ United States (11/10/2013) và Nhật (05/2014).